# Sybra bimaculata
Sybra bimaculata är en skalbaggsart som beskrevs av Stefan von Breuning 1939. Sybra bimaculata ingår i släktet Sybra och familjen långhorningar.
Artens utbredningsområde är Filippinerna. Inga underarter finns listade i Catalogue of Life.